# Klenk Meteor
Chronologie des modèles (1954)
Aucun Aucun
La Klenk Meteor est une monoplace de Formule 1 conçue par l'officine allemande Klenk dans le cadre du championnat du monde de Formule 1 1954. Équipée d'un moteur BMW, elle est pilotée par l'Allemand Theo Helfrich.

## Historique
Hans Klenk engage sa Meteor pour une seule manche du championnat du monde de Formule 1, le Grand Prix d'Allemagne, avec Theo Helfrich comme pilote. En qualifications, l'Allemand réalise le vingt-et-unième temps en 11 min 18 s 3, à 1 min 20 s 2 de la Mercedes de Juan Manuel Fangio. En course, avec trois forfaits au départ et le dépassement de la Ferrari de Louis Rosier, Helfrich est dix-huitième à l'issue du premier tour, puis parvient à prendre le meilleur sur la Gordini de Jean Behra. Au huitième tour de l'épreuve, il abandonne en raison d'une défaillance de son moteur BMW alors qu'il occupait la treizième place,,.
Un mois plus tard, le 19 septembre, une Klenk Meteor est engagée par l'Allemand Helmut Niedermayer dans le cadre du Grand Prix de Berlin, épreuve hors-championnat du monde de Formule 1 disputée sur le circuit de l'Avus. L'Allemand, pénalisé par un problème de direction, termine l'épreuve en septième et avant-dernière position à huit tours du vainqueur Karl Kling.

## Résultats en championnat du monde de Formule 1
| Saison | Écurie  | Moteur                   | Pneus   | Pilotes       | Courses | Courses | Courses | Courses | Courses | Courses | Courses | Courses | Courses | Points inscrits | Classement |
| Saison | Écurie  | Moteur                   | Pneus   | Pilotes       | 1       | 2       | 3       | 4       | 5       | 6       | 7       | 8       | 9       | Points inscrits | Classement |
| ------ | ------- | ------------------------ | ------- | ------------- | ------- | ------- | ------- | ------- | ------- | ------- | ------- | ------- | ------- | --------------- | ---------- |
| 1954   | H Klenk | BMW 6 cylindres en ligne | Pirelli |               | ARG     | 500     | BEL     | FRA     | GBR     | ALL     | SUI     | ITA     | ESP     | 0               | -          |
| 1954   | H Klenk | BMW 6 cylindres en ligne | Pirelli | Theo Helfrich |         |         |         |         |         | Abd     |         |         |         | 0               | -          |

Légende : ici